# すり合わせ
すり合わせ（すりあわせ、英語：ground glass joint）とは、ガラスや陶器などで作られた2つの器具の部品が密着するように材質を摺って作られた接合面のことである。2つの管の接合面、あるいは密閉するための容器と蓋の接着面、回転式のコックなどに使用される。しばしばすりという俗称で呼ばれる。

## ガラス製実験器具の接合

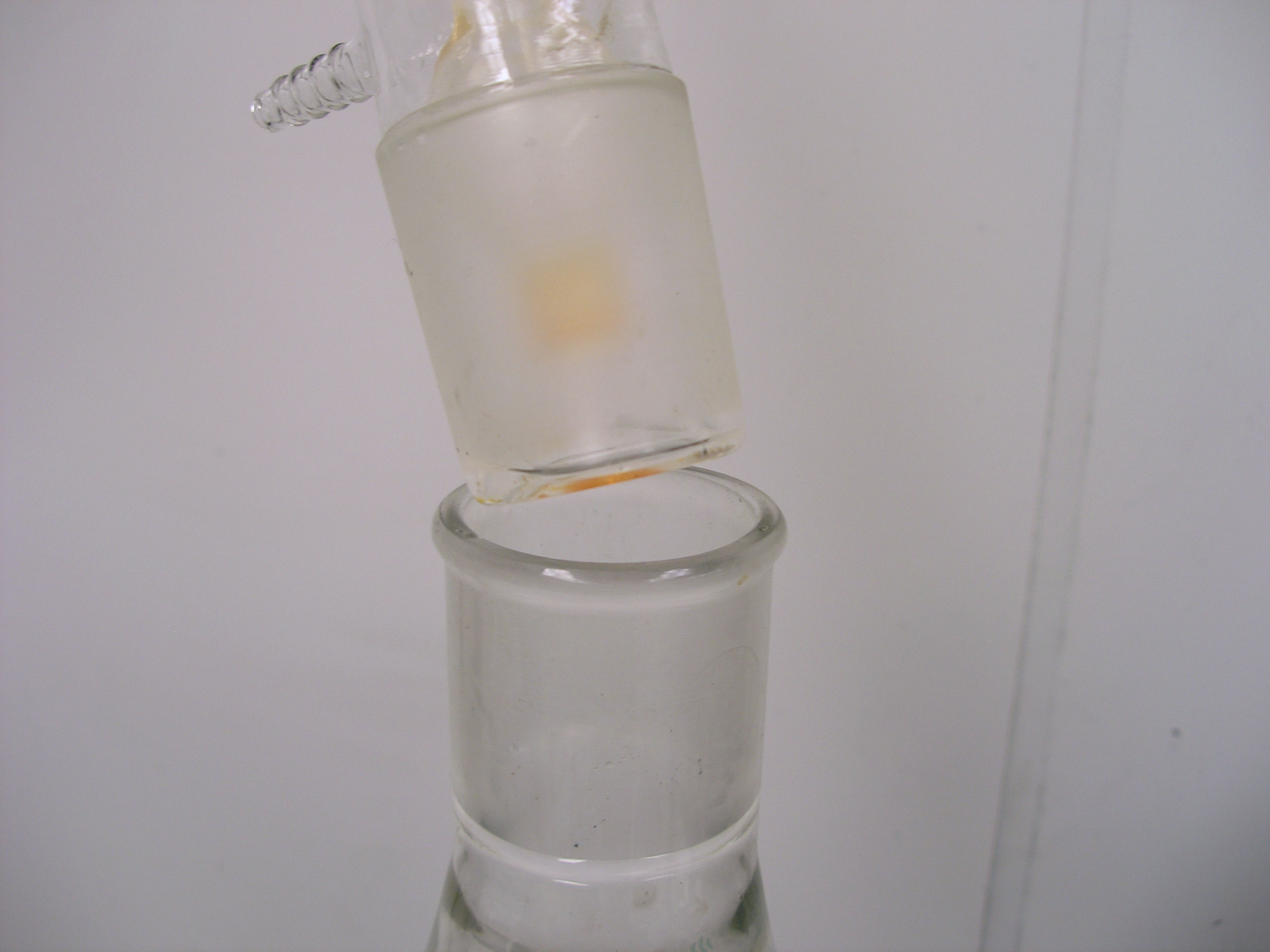
三角フラスコと吸引ジョイントのすり合わせ

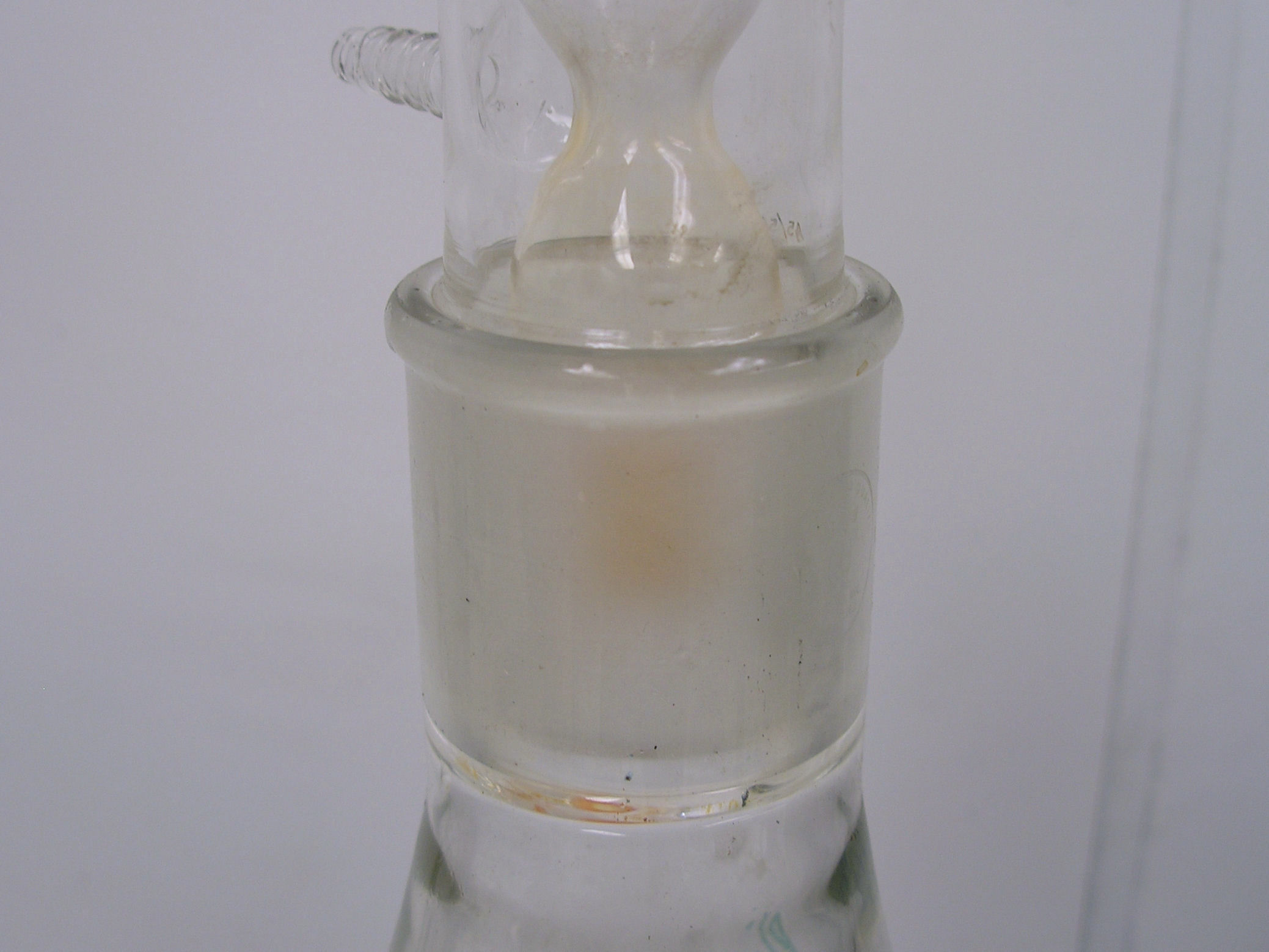
すり合わせ同士をつなぎ合わせた状態

ガラス製実験器具の接合用には、形状および寸法の規格がJIS（規格番号：JIS R3646, JIS R3651）で定義されている共通テーパーすり接手（きょうつうテーパーすりつぎて）および共通球面すり接手（きょうつうきゅうめんすりつぎて）がある。また、ISO（国際規格番号：ISO 383 1976, ISO 641 1975）においては共通すりジョイント (Interchangeable Ground Joint) の規格が定義されている。

## 「すり」の種類
すりには、平面すりとテーパーすり、そして球面すりがある。平面すりはデシケーターやセパラブルフラスコなど、大きな容量の実験器具に用いられ、本体と蓋の接触部分の密着性を保つ。フラスコと管の接続や管同士の接続にはテーパーすりと呼ばれる方法が取られる。テーパーすりは、互換性の面から共通テーパーすりを使うことが多い。また球面すりは可動性を必要とする接ぎ手部分に使用される。

### 共通テーパーすり

共通テーパーすりマーク

共通テーパーすりというのは「共通規格の雄型・雌型を使用したすり」であることを意味していて、ガラス器具の製作所が異なっていても互換性があることを謳っている。テーパーを形成する円錐の頂角は三種類あり、その別を「Bズリ」「Cズリ」と呼びあらわす。「C」が頂角が一番大きく、「B」、「A」と小さくなる。

一般に「Cズリ」は太い首のジョイントに使用され「Bズリ」は細い首のジョイントに使用される。「Aズリ」は滅多に見ることがない。
共通テーパーすりを見分けるために「T」と「S」を組み合わせたマークと共にテーパーの上径と長さを表す分数がガラス外面に焼付け印字されている。なお、このマークは2019年7月現在Unicodeに登録されていない。
雄型・雌型に研磨剤を付けてロクロで回転させてすり込むところから「すり」と呼ばれる。また、すり込み精度の高い高級品を俗に「エーテルずり」と呼ぶが、近年では珍しい。

## なぜ「すり」が必要か
一般の化学実験で、例えばフラスコの口にガラス管を固定する場合、安価なゴム栓やコルク栓に適当な大きさの穴をあけてそこに管を通し、フラスコの口にねじ込む。この方法ではフラスコとガラス管は一応固定されるが、充分な密閉性は得られないし、腐食性を有する物質を扱う場合には栓がぼろぼろになって実験に支障をきたす。そのような実験にはガラス同士を直接密着させることが望ましい。実際には接続すべき部分のガラスの表面を一定条件で研磨して必要とされる形状と平滑性を与える。
すりを必要とする実験の例を挙げる。
- 減圧条件・大気中の酸素を遮断する条件を必要とする実験操作。
- 毒性・腐食性を有する物質を扱う実験。
- 悪臭・刺激臭を発する物質を扱う場合（酸クロライド類・メチルメルカプタン・アリルアルコールなど強烈なものがある）。
- 引火性の高い物質を加熱する場合。

逆に、すりを用いてはいけない実験の例を挙げる。
- 爆発性の高い物質を扱う実験（すり面の微細な凹凸が、爆発の引き金となる）。
- 強塩基性の物質を扱う実験（すり面が腐食し、癒着するおそれがある）。